# Paul Codos
Paul Codos (Iviers, Aisne, 1 de maig de 1896 - París, 30 de gener de 1960) va ser un aviador francès, que normalment volava amb Henri Guillaumet. El 7 d'agost de 1933 va batre amb Maurice Rossi el rècord mundial de distància en línia recta aterrant a Raiak, al Líban després d'haver recorregut, en 55 hores, 9.104 km sense fer cap escala a partir de Nova York.